# Carpolestes
Genre
Carpolestes est un genre fossile de mammifères de l'ordre des Plesiadapiformes, précurseur de l'ordre des Primates. Il fait partie de la famille des Carpolestidae. Il est apparu vers la fin du Paléocène, il y a environ 58 millions d’années.

## Historique
Carpolestes (littéralement voleur de fruits, du grec ancien κᾰρπός (karpós), fruit, graine + λῃστής (lēistḗs), voleur) a été décrit en 1928 à partir de fossiles trouvés dans le Montana, aux États-Unis.

## Description
Carpolestes a des ongles aplatis sur les doigts de pied mais des griffes sur les doigts de main, ce qui préfigure les Primates dotés d'ongles à la fois sur les doigts de pied et de main.

## Classification
Carpolestes apparait plus dérivé que son parent Purgatorius, qui vivait au début du Paléocène.

## Liste des espèces
Selon Paleobiology Database (23 décembre 2021) et GBIF (23 décembre 2021) :
- Carpolestes dubius (Jepsen, 1930)
- Carpolestes nigridens (Simpson, 1928)
- Carpolestes simpsoni Bloch & Gingerich, 1998
- Carpolestes twelvemilensis Mattingly et al., 2017

## Publication originale
- (en) George Gaylord Simpson, Barnum Brown et J C F Siegfriedt, « A new mammalian fauna from the Fort Union of southern Montana », American Museum Novitates, New York, Musée américain d'histoire naturelle, vol. 297,‎ 1928, p. 1-15 (ISSN 0003-0082 et 1937-352X, OCLC 47720325, lire en ligne).